# Le Voyageur de la Toussaint
Pour les articles homonymes, voir Le Voyageur de la Toussaint (homonymie).
Le Voyageur de la Toussaint est un roman policier de Georges Simenon paru en 1941.
Simenon écrit ce roman à Fontenay-le-Comte en Vendée en février 1941.
Lors de sa publication, le roman rencontre un grand succès et est très rapidement adapté au cinéma sous le même titre en 1943.

## Résumé
La veille de Toussaint, un jeune homme, Gilles Mauvoisin, revenant de Norvège, débarque à La Rochelle, la ville de ses parents. Ses parents, après avoir poursuivi, à travers le monde, une existence médiocre d'artistes au rabais, viennent de mourir accidentellement à Trondheim.
Sitôt arrivé, Gilles apprend qu'Octave Mauvoisin, le frère de son père, décédé depuis quatre mois, lui a légué sa fortune et son entreprise de transports, à la condition d'habiter sa maison et d'y laisser vivre sa veuve, Colette. Le jeune héritier entre en possession de ces biens et d'un coffre-fort dont il a la clef, mais dont il ignore la combinaison.
Sa tante, Gérardine Éloi, veuve elle aussi, forme, avec d'autres parents et certains notables de la ville, un groupe appelé « le syndicat » qui attire le jeune homme et cherche à l'influencer tout en prétendant de le protéger. Ils prétendent notamment le mettre en garde contre sa tante Colette. Colette, jeune femme douce et fine au contraire de son ex-mari, a pour amant un médecin de la ville, le docteur Sauvaget.
Gilles Mauvoisin ne se laisse pas contrôler ; il a pris en main les affaires de son oncle et, par souci de stabilité, a épousé Alice Lepart, premier visage qu'il a vu en arrivant à La Rochelle.
La femme du docteur Sauvaget, impotente, meurt probablement de s'être elle-même empoisonnée. Son mari, objet d'une campagne de presse, est arrêté. Retrospectivement, la mort d'Octave Mauvoisin en devient suspecte. Une exhumation confirme que, lui aussi, a été victime de l'arsenic. Sa veuve, Colette, sera alors à son tour incarcérée.
Son attachement à sa tante, dont il se sent proche par une même origine modeste, conduit Gilles à mener sa propre enquête. Le fameux coffre, qu'il réussit enfin à ouvrir, lui révèle des documents comprettants pour certains membres de la famille ; entre autres pour Gérardine Éloi qui, accablée de dettes, avait toutes raisons de supprimer son créancier, Octave Mauvoisin. Dénoncée, Gérardine sera cependant acquittée au bénéfice du doute, l'honorabilité des membres bien-pensants du « syndicat » jouant en sa faveur.
Écœuré par cette bourgeoisie de province où il se sent plus que jamais un étranger, Gilles décide de partir avec Colette, qu'il a doublement libérée, et de redevenir, comme ses parents, le voyageur…

## Aspects particuliers du roman
Histoire du début dans la vie d’un jeune homme que l’on croit naïf et malléable. Le récit débouche sur un affrontement, latent ou feutré, de deux types de société que sépare une conception différente de l’argent et des valeurs humaines.

## Fiche signalétique de l'ouvrage

### Cadre spatio-temporel

#### Espace
La Rochelle. Fontenay-le-Comte.

#### Temps
Époque contemporaine.

### Les personnages

#### Personnage principal
Gilles Mauvoisin. Sans profession. Célibataire. 19 ans.

#### Autres personnages
- Colette Mauvoisin, veuve d’Octave Mauvoisin, proche de la trentaine
- Gérardine Éloi, tante de Gilles
- Alice Lepart, fille d’une employée de La Rochelle.

## Éditions
- Prépublication en feuilleton dans le quotidien Le Petit Parisien, n° 23436-23523, du 15 mai au 23 août 1941
- Édition originale : Gallimard, 1941
- Folio Policier, n° 111, 2000  (ISBN 978-2-07-041029-3)
- Tout Simenon, tome 22, Omnibus, 2003  (ISBN 978-2-258-06107-1)
- Romans durs, tome 5, Omnibus, 2012  (ISBN 978-2-258-09359-1)
- Romans durs, tome 5, Omnibus, 2023  (ISBN 978-2-258-20262-7)

## Adaptations

### Au cinéma
- 1943 : Le Voyageur de la Toussaint, film français Louis Daquin, scénario de Marcel Aymé d'après le roman éponyme de Simenon, avec Assia Noris, Jules Berry et Gabrielle Dorziat

### À la télévision
- 2005 : Le Voyageur de la Toussaint, téléfilm français de Philippe Laïk, avec Renaud Cestre, Danièle Lebrun et Michel Duchaussoy

## Source
- Maurice Piron, Michel Lemoine, L'Univers de Simenon, guide des romans et nouvelles (1931-1972) de Georges Simenon, Presses de la Cité, 1983, p. 104-105  (ISBN 978-2-258-01152-6)